# Eva Thatcher

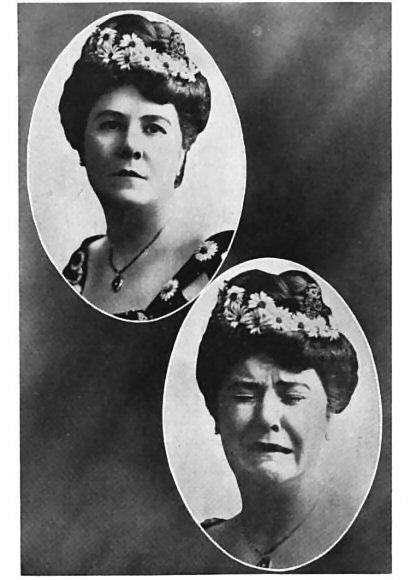
Who's Who in the Film World, 1914

Eva Thatcher (14 de marzo de 1862 – 28 de septiembre de 1942) fue una actriz y artista de vodevil estadounidense. Apareció en más de cien películas entre 1912 y 1930. Nació en Omaha (Nebraska), y murió en Los Ángeles, California.

## Filmografía
- The Count (1916)
- Luke's Movie Muddle (1916)
- Luke's Newsie Knockout (1916)
- Luke's Lost Lamb (1916)
- Luke, Crystal Gazer (1916)
- Luke Rides Roughshod (1916)
- Haystacks and Steeples (1916)
- A Clever Dummy (1917)
- Yankee Doodle in Berlin (1918)
- Salome vs. Shenandoah (1919)
- Down on the Farm (1920)
- The Rent Collector (1921)
- The Bakery (1921)
- The Counter Jumper (1922)
- Golf (1922)
- A Friendly Husband (1923)
- A Chapter in Her Life (1923)
- The Knockout Kid (1925)
- The Outlaw Express (1926)
- Blazing Days (1927)